# セックス・アンド・マネー
『セックス・アンド・マネー』（原題：Friends with Money）は、2006年にアメリカで製作・公開された恋愛映画。日本では劇場公開されずビデオスルーになった。

## ストーリー
未だに独身のオリビアを友人3人は心配するのだが…

## キャスト
※括弧内は日本語吹き替え
- オリビア - ジェニファー・アニストン（安達忍）
- ジェーン - フランシス・マクドーマンド（定岡小百合）
- フラニー - ジョーン・キューザック（唐沢潤）
- クリスティーン - キャサリン・キーナー（藤本喜久子）
- マット - グレッグ・ジャーマン（井上和彦）
- アーロン - サイモン・マクバーニー
- デヴィッド - ジェイソン・アイザックス（山野井仁）
- マイク - スコット・カーン

## スタッフ
- 監督：ニコール・ホロフセナー
- 製作：アンソニー・ブレグマン
- 製作総指揮：レイ・アンジェリク、アン・ケリー、テッド・ホープ
- 脚本：ニコール・ホロフセナー
- 撮影：テリー・ステイシー
- 音楽：リッキー・リー・ジョーンズ、クレイグ・リッチー
- 編集：ロバート・フレイゼン